# Марс-1
«Марс-1», інші назви «Супутник-23», «1962-061A», «62061A», «00450» — радянська автоматична міжпланетна станція для дослідження Марса. Стартувала з космодрому Байконур 1 листопада 1962 року о 16:14:16 UTC за допомогою ракети-носія «Молнія» Т103-16. Перший радянський космічний апарат, запущений до Марса.
У звіті космічного командування флоту США початково позначався як «Супутник-30».
77-й запуск 1962 року. 45-й радянський запуск. 236-й космічний апарат.

## Опис
Апарат типу МВ2-4. Покращений апарат типу «Венера».

### Розміри
Маса — 893,5 кг, довжина — 3,3 м, діаметр — 1,1 м, ширина з розкритими сонячними панелями і радіаторами — 4 м.
Внутрішній тиск — 1,1 атм.
Циліндричний корпус мав дві частини:
- Верхня, довжиною 2,7 м — орбітальний відсік із системами управління і рушійною установкою.
- Нижня, довжиною 0,6 м — відсік апаратури з науковими приладами.

### Зв'язок
Для зв'язку використовувалися три системи:
- Радіопередавач з довжиною хвилі 32 см, розміщений в орбітальному відсіку, використовував антену з високим коефіцієнтом підсилення діаметром 1,7 м.
- Радіопередавач з довжиною хвилі 160 см використовував дві неспрямовані антени на кінцях панелей сонячних батарей.
- Радіопередавач з довжиною хвилі 8 см, розміщений у відсіку апаратури, призначався для передачі телевізійних зображень.

Також у відсіку апаратури розміщувався імпульсний передавач з довжиною хвилі 5 см.
Станція автоматично передавала інформацію раз на дві доби, а з 13 грудня — раз на п'ять діб, і могла отримувати команди з Землі.

### Живлення
Живлення забезпечували дві панелі сонячних батарей площею 2,6 м², розміщені на протилежних сторонах апарата. Енергія зберігалася у кадмєво-нікелевому акумуляторі ємністю 42 ампер-години.

### Система терморегулювання
Двоконтурна рідинно-газова система терморегулювання, в якій рідина, проходячи по зовнішніх напівсферичних радіаторах з різними оптичними характеристиками, нагрівалася або охолоджувалася і відповідно підігрівала або охолоджувала газ усередині відсіків, підтримуючи температуру в межах 20—30 °C.

### Наукові прилади
- Магнітометр, розміщений на стрілі, прикріпленій до орбітального відсіку.
- Телевізійно-фотографічне обладнання.
- Спектрорефлексометр.
- Вимірювачі радіації: газорозрядний і лічильник сцинтиляцій.
- Спектрограф для вивчення озонових шарів.
- Радіотелескоп з довжиною хвилі 150 і 1500 м.
- Детектор мікрометеоритів.
- Позиціювання і орієнтація здійснювалися за допомогою датчиків Сонця і зірок.

## Політ
1 листопада 1962 року о 16:14:16 UTC з космодрому Байконур ракетою-носієм «Молнія» Т103-16 було запущено «Супутник-23» (розгінний блок з АМС) на низьку опорну орбіту з перигеєм 157 км і апогеєм 238 км і нахилом орбіти 65°.
Розгінний блок вивів станцію на міжпланетну траєкторію і відокремився, станція розгорнула сонячні батареї.
На початку польоту телеметрія повідомила про витік в одному з клапанів системи орієнтації, тому апарат переключили в стабілізацію гіроскопами.
АМС «Марс-1» активно працювала протягом 4,5 місяця, за які було здійснено 61 сеанс радіозв'язку і передано на борт близько 3000 радіокоманд. Інформація надходила раз на дві доби, а з 13 грудня — раз на п'ять діб.
У результаті пошкодження системи орієнтації 21 березня 1963 року на відстані близько 106 млн км був отриманий останній сигнал зі станції.
16 травня 1963 року радянське інформаційне агентство «ТАРС» повідомило про втрату зв'язку з апаратом 21 березня.
19 червня 1963 року станція пройшла за 193 тис. км від планети Марс і згодом вийшла на навколосонячну орбіту.

## Завдання польоту
- Дослідження радіомагнітних полів та радіозв'язку у міжпланетному просторі.
- Загальне дослідження космосу
- Фотографування поверхні планети Марс з подальшою передачею зображення на Землю.

## Результати
На висотах 6 тис. — 40 тис. км від Землі апарат раз на дві хвилини фіксував зіткнення з мікрометеоритом, оскільки політ відбувався під час метеоритного дощу тауридів. Подібну щільність було зафіксовано на відстані 20 млн — 40 млн км від Землі.
У міжпланетному просторі було зафіксовано напруженість магнітного поля 3—4 гамми зі стрибками до 6—9.
Зафіксовано сонячний вітер.
Вимірювання космічних променів виявило подвоєння їхньої інтенсивності після 1959 року.
Було виявлено радіаційні пояси.
У результаті пошкодження системи орієнтації 21 березня 1963 року на відстані близько 106 млн км був отриманий останній сигнал зі станції, тому 19 червня 1963 року станція пройшла за 193 тис. км від планети Марс без фотографування поверхні й згодом вийшла на навколосонячну орбіту.